# Comté d'Arles
Le comté d'Arles est une ancienne principauté féodale du Haut Moyen Âge située à l'est du delta du Rhône.

## Histoire
Arles conserve à la fin du IXe siècle une position privilégiée, due au prestige de son évêché métropolitain, à sa puissance commerciale (grâce à son port) et à la solidité de ses remparts, dans une Provence dévastée et affaiblie par les ravages des Sarrasins. En 911, Arles devient la capitale effective du royaume de Provence, sous l'autorité d'Hugues d'Arles, régent de fait du royaume, au détriment de Vienne où réside le roi Louis III l'Aveugle. Hugues porte le titre de comte d'Arles, comme avant lui son père le bosonide Théobald d'Arles. Lorsque Hugues devient roi d'Italie en juillet 926, il donne le comté d'Arles à son jeune frère Boson.
Boson d'Arles part à son tour vers 931 pour l'Italie, où il devient marquis de Toscane. Sa fille Berthe devient alors comtesse d'Arles et gouverne la Provence avec son mari, autre Boson, fils de Richard II de Bourgogne dit Richard le Justicier, duc de Bourgogne, qui meurt en 935. À la fin de sa vie, Hugues d'Arles, battu par son rival Bérenger II d'Ivrée, quitte la Lombardie et se réfugie à Arles, auprès de sa nièce Berthe ; il y meurt le 10 avril 947. Berthe était encore comtesse d'Arles en septembre 948, mais elle ne l'est plus le 7 octobre 949. Entre-temps, Conrad III de Bourgogne, de droit roi d'Arles depuis 937, a pris possession de la Provence et désigné un nouveau comte d'Arles, Boson, fils de Roubaud.
Le nouveau comte, dont l'origine et la filiation sont controversées, meurt en 968. Avec son frère Guillaume, nommé comte d'Avignon, il est le maître réel de la Provence, sous l'autorité nominale du roi Conrad. Il a deux fils, Roubaud (mort en 1008) et Guillaume (mort en 993), connu comme Guillaume le Libérateur pour avoir chassé les Sarrasins de Provence en 973 (bataille de Tourtour) ; ils héritent en indivision et sont qualifiés de comtes d'Arles et de comtes de Provence. Avec eux le comté d'Arles devient le comté de Provence.

#### Ouvrages récents
- Édouard Baratier, Histoire de la Provence, Toulouse, Editions Privat, 1990, 604 p. (ISBN 2-7089-1649-1) (réédition).
- Florian Mazel, La noblesse et l'Église en Provence fin Xe - début XIVe siècle, Paris, CTHS, 2002, 803 p. (ISBN 978-2-7355-0503-6, LCCN 2005397122).

#### Ouvrages anciens
- Jean-Pierre Poly, La Provence et la société féodale : 879-1166, contribution à l'étude des structures dites féodales dans le Midi, Paris, Bordas, 1976, 431 p. (lire en ligne).
- Georges de Manteyer, La Provence du premier au douzième siècle : études d'histoire et de géographie politique. Tome 1, Picard, 1908, 988 p. (lire en ligne). Voir spécialement : « Les comtes d'Arles, 926-948 », p. 150 et suivantes ; « Les comtes d'Avignon, les comtes d'Arles, les comtes de Glandèves, 949-970 », p. 198-207.